# Nekrolog 2. Quartal 1952
Nekrolog
◄◄
| ◄
| 1948
| 1949
| 1950
| 1951
| 1952 | 1953 | 1954 | 1955 | 1956 | ► | ►►
1. Quartal |
2. Quartal |
3. Quartal |
4. Quartal 1952
Weitere Ereignisse | Allgemeiner Nekrolog 1952
Die Beschreibung der verstorbenen Person sollte so kurz wie möglich gehalten sein und nur deren signifikante Tätigkeit(en) enthalten.
Neue Namen ggf. auch unter dem Geburts- und Sterbedatum, also etwa unter 1. Januar und im Geburts- und Sterbejahr (2024) eintragen (nur bei entsprechender großer Wichtigkeit). Für Beispiele siehe die schon vorhandenen Artikel.
Außerdem über die fünf zuletzt Verstorbenen, zu denen es einen ausreichend guten Artikel für eine Präsentation auf der Hauptseite gibt, nach der todesbedingten Überarbeitung der Artikel ggf. auch unter Wikipedia Diskussion:Hauptseite informieren und sie am besten auch in den anderen Wikipedia-Sprachversionen eintragen. Tipp: Regelmäßig bei news.google.de nach „ist tot“, „gestorben“ oder „verstorben“ suchen.
Wenn eine Person gestorben ist, gibt es viele Seiten zu dieser Person in der Wikipedia, die davon auch betroffen sind und entsprechend aktualisiert werden müssen. Beispiele: Namenübersichtsseite, Geburtsjahr, Geburtsort-Seiten und viele mehr.
Wie finde ich die betroffenen Seiten?
Im Suchfeld auf der linken Seite gibt man den Suchbegriff so ein: „Vorname Nachname“. Dann klickt man auf Volltext und alle Seiten mit entsprechendem Suchtext werden aufgerufen. Hier sieht man dann schnell, wo auch das Todesjahr Sinn macht oder sogar ein Teil des Artikels angepasst werden muss. Auch hilft das „Werkzeug“ auf der linken Seite sehr gut, um solche Seiten aufzufinden: „Links auf diese Seite“. Somit ist die Wikipedia wieder aktuell in allen Bereichen! Hinweis: bei Eintragung der Kategorie „Gestorben JAHR“ wird der Missbrauchsfilter 49 ausgelöst, was jedoch nicht schlimm ist. Siehe: Spezial:Missbrauchsfilter/49
Dies ist eine Liste von im zweiten Quartal 1952 verstorbenen bekannten Persönlichkeiten. Die Einträge erfolgen innerhalb der einzelnen Daten alphabetisch sortiert. Tiere sind im Nekrolog für Tiere zu finden.

## April
| Tag       | Name                                                         | Beruf, bekannt als                                                                                              | Alter | Beleg |
| --------- | ------------------------------------------------------------ | --- | ----- | ----- |
| 1. April  | Marcell Driver                                               | deutscher Reichsgerichtsrat                                                                                     | 85    |       |
| 1. April  | Ferenc Molnár                                                | ungarischer Schriftsteller und Journalist                                                                       | 74    |       |
| 1. April  | Hans-Heinrich Sixt von Armin                                 | deutscher Offizier, zuletzt Generalleutnant im Zweiten Weltkrieg                                                | 61    |       |
| 2. April  | Antonio Cortis                                               | spanischer Opernsänger                                                                                          | 60    |       |
| 2. April  | Paul Hahn                                                    | deutscher Kunstmaler und Landespolizeidirektor                                                                  | 68    |       |
| 2. April  | Bernard Ferdinand Lyot                                       | französischer Astronom                                                                                          | 55    |       |
| 2. April  | Attilio Momigliano                                           | italienischer Romanist, Italianist und Literaturhistoriker                                                      | 69    |       |
| 2. April  | Karl Rosenhaupt                                              | deutscher Verwaltungsbeamter und Politiker                                                                      | 66    |       |
| 2. April  | George B. Schwabe                                            | US-amerikanischer Politiker                                                                                     | 65    |       |
| 2. April  | Wolfgang Waterstraat                                         | deutscher Arzt, proeuropäischer Aktivist                                                                        | 32    |       |
| 3. April  | Albin Hagström                                               | schwedischer Musikinstrumentehersteller                                                                         | 46    |       |
| 3. April  | Rudolf Ladenburg                                             | deutsch-amerikanischer Physiker                                                                                 | 69    |       |
| 3. April  | Russell Owen                                                 | US-amerikanischer Journalist und Pulitzer-Preisträger                                                           | 63    |       |
| 3. April  | Werner Paeckelmann                                           | deutscher Geologe und Paläontologe                                                                              | 62    |       |
| 3. April  | Miina Sillanpää                                              | finnische Politikerin, Mitglied des Reichstags                                                                  | 85    |       |
| 4. April  | Fritz Heinrich Geburtig                                      | deutscher Ingenieur                                                                                             | 68    |       |
| 4. April  | Wilhelm Loos                                                 | deutscher Bauingenieur                                                                                          | 62    |       |
| 4. April  | Hugo Swart                                                   | deutscher Jurist, Verwaltungsbeamter und Politiker                                                              | 66    |       |
| 4. April  | Henry Woods                                                  | britischer Paläontologe                                                                                         | 83    |       |
| 4. April  | Heinrich Grein                                               | deutscher Sozialist und Reformpädagoge                                                                          | 69    |       |
| 5. April  | Josef Bick                                                   | österreichischer Philologe, Generaldirektor der Österreichischen Nationalbibliothek und Dachau-Häftling         | 71    |       |
| 5. April  | David Delano Glover                                          | US-amerikanischer Politiker                                                                                     | 84    |       |
| 5. April  | Hermann Kesser                                               | deutscher Schriftsteller und Journalist                                                                         | 71    |       |
| 5. April  | Agnes Morton                                                 | britische Tennisspielerin                                                                                       | 80    |       |
| 5. April  | Rudolf Otto Neumann                                          | deutscher Hygieniker und Bakteriologe                                                                           | 83    |       |
| 5. April  | James H. Torrens                                             | US-amerikanischer Politiker                                                                                     | 77    |       |
| 6. April  | Gottlieb Auer                                                | deutscher römisch-katholischer Ordensmann, Missionar und Märtyrer                                               | 64    |       |
| 6. April  | Hermann Beenken                                              | deutscher Kunsthistoriker und Ordinarius an den Hochschulen in Leipzig und Aachen                               | 56    |       |
| 6. April  | Marija Fjodorowna Jakuntschikowa                             | russische Künstlerin und Kunsthandwerkerin                                                                      | 88    |       |
| 6. April  | Oscar Plisnier                                               | belgischer Verwaltungsbeamter, zuletzt in der Position eines Generalsekretärs im Finanzministerium              | 67    |       |
| 7. April  | Frank Cyril Tiarks                                           | britischer Geheimdienstoffizier, Bankier                                                                        | 77    |       |
| 7. April  | Ludwig Ferdinand von Wolff                                   | deutscher Mineraloge                                                                                            | 77    |       |
| 8. April  | Tadeusz Estreicher                                           | polnischer Chemiker und Hochschullehrer                                                                         | 80    |       |
| 8. April  | Franz Kamprath                                               | Weihbischof in Wien                                                                                             | 80    |       |
| 8. April  | Walther Rademacher                                           | deutscher Jurist, Industrieller und Politiker (DNVP, VKV), MdR                                                  | 73    |       |
| 8. April  | Jean Tharaud                                                 | französischer Schriftsteller, Essayist und Historiker                                                           | 74    |       |
| 8. April  | Hermann Tjaden                                               | deutscher Arzt und Politiker (DDP, NSDAP), MdBB                                                                 | 90    |       |
| 9. April  | Richard Foerster                                             | deutscher Admiral                                                                                               | 73    |       |
| 9. April  | Carl Friedemann                                              | schweizerischer Komponist und Dirigent                                                                          | 89    |       |
| 9. April  | Ferdinand Ertl                                               | österreichischer Gewerkschafter und Politiker (DAP, DNSAP), Abgeordneter zum Nationalrat                        | 74    |       |
| 9. April  | Carl von Kraus                                               | germanistischer Mediävist und Linguist                                                                          | 83    |       |
| 9. April  | Josef Leitgeb                                                | österreichischer Schriftsteller                                                                                 | 54    |       |
| 10. April | Frederic Austin                                              | englischer Komponist und Sänger                                                                                 | 80    |       |
| 10. April | Erik Larsen                                                  | dänischer Ruderer                                                                                               | 24    |       |
| 10. April | Anna Mollwo                                                  | deutsche Malerin                                                                                                | 77    |       |
| 10. April | Johannes Mühler                                              | deutscher Fotograf                                                                                              | 76    |       |
| 10. April | Lorenz Wappes                                                | deutscher Forstwissenschaftler und bayerisch-pfälzischer Beamter                                                | 92    |       |
| 11. April | Sophia Becker-Leber                                          | deutsche Blumenmalerin                                                                                          | 83    |       |
| 11. April | Olaf Kjems                                                   | dänischer Turner                                                                                                | 71    |       |
| 12. April | Hans Wolfgang Hillers                                        | deutscher Schriftsteller                                                                                        | 50    |       |
| 12. April | Maximilian Leyh                                              | bayerischer Offizier, Archivar, 1918/47 Leiter des Bayerischen Kriegsarchivs                                    | 73    |       |
| 13. April | Daniel Bourke                                                | irischer Politiker (Fianna Fáil)                                                                                |       |       |
| 13. April | Karl Eberth                                                  | deutscher Offizier, zuletzt General der Artillerie z.V. im Zweiten Weltkrieg                                    | 74    |       |
| 13. April | Margarethe Siems                                             | deutsche Opernsängerin (Sopran)                                                                                 | 72    |       |
| 14. April | Erma Bossi                                                   | expressionistische Malerin                                                                                      | 76    |       |
| 14. April | Anna Hensler                                                 | Schriftstellerin und Heimatkundlerin                                                                            | 73    |       |
| 14. April | Kurt Heinrich Meyer                                          | deutscher Chemiker baltischer Herkunft                                                                          | 68    |       |
| 15. April | Bruno Barilli                                                | italienischer Komponist, Journalist und Schriftsteller                                                          | 71    |       |
| 15. April | Ludwig Kaas                                                  | deutscher katholischer Theologe und Politiker (Zentrum), MdR                                                    | 70    |       |
| 15. April | Max Maschke                                                  | deutscher Augenarzt, Filmproduzent und Filmregisseur                                                            | 83    |       |
| 15. April | Arthur Piaget                                                | Schweizer Romanist und Historiker                                                                               | 86    |       |
| 15. April | Wiktor Michailowitsch Tschernow                              | russischer Politiker                                                                                            | 78    |       |
| 16. April | Corrado Barbagallo                                           | italienischer Wirtschaftshistoriker                                                                             | 74    |       |
| 16. April | Wilfred Greene, 1. Baron Greene                              | britischer Jurist                                                                                               | 68    |       |
| 16. April | Svatopluk Rada                                               | tschechischer Bergbauingenieur und Geheimdienstmitarbeiter                                                      | 48    |       |
| 17. April | Fritz Ernst Bettauer                                         | deutscher Schriftsteller                                                                                        | 64    |       |
| 17. April | Karl Bockisch                                                | deutscher Musikwerkinstrumentenbauer                                                                            | 78    |       |
| 17. April | Rudolf Dix                                                   | deutscher Rechtsanwalt und Notar                                                                                | 67    |       |
| 18. April | CJ van Ledden Hulsebosch                                     | niederländischer Forensiker                                                                                     | 75    |       |
| 18. April | Agnes Smidt                                                  | deutsch-dänische Malerin                                                                                        | 77    |       |
| 18. April | Leo Smith                                                    | kanadischer Komponist, Cellist und Musikpädagoge                                                                | 70    |       |
| 18. April | Hans-Eugen Sommer                                            | deutscher Politiker (NSDAP), MdR                                                                                | 50    |       |
| 19. April | Carl von Attems-Petzenstein                                  | österreichischer Zoologe                                                                                        | 83    |       |
| 19. April | Seán Gibbons                                                 | irischer Politiker                                                                                              | 68    |       |
| 19. April | Charles Inglis                                               | britischer Ingenieurwissenschaftler                                                                             | 76    |       |
| 19. April | Jean-Marie Musy                                              | Schweizer Politiker (CVP)                                                                                       | 76    |       |
| 19. April | James Lee Peters                                             | US-amerikanischer Ornithologe und Museumskurator                                                                | 62    |       |
| 20. April | Walter Bülck                                                 | deutscher Theologe                                                                                              | 61    |       |
| 20. April | Johannes Espelund                                            | norwegischer Sportschütze                                                                                       | 67    |       |
| 20. April | Adolf Rehm                                                   | deutscher Bildhauer                                                                                             | 84    |       |
| 20. April | Gordon Reid                                                  | US-amerikanischer Automobilrennfahrer                                                                           | 28    |       |
| 20. April | Otto Tiemann                                                 | deutscher Offizier, zuletzt General der Pioniere im Zweiten Weltkrieg                                           | 62    |       |
| 21. April | Alfred Andersen-Wingar                                       | norwegischer Komponist                                                                                          | 82    |       |
| 21. April | Leslie Banks                                                 | britischer Schauspieler                                                                                         | 61    |       |
| 21. April | Granville Roland Fortescue                                   | US-amerikanischer Offizier und Journalist                                                                       | 76    |       |
| 21. April | Heinrich Röttinger                                           | österreichischer Kunsthistoriker und Bibliothekar                                                               | 82    |       |
| 21. April | Alfred Ursprung                                              | Schweizer Botaniker                                                                                             | 75    |       |
| 21. April | Robert Zurbriggen                                            | Schweizer Offizier und Skisportler                                                                              | 35    |       |
| 22. April | Hermann Fricke                                               | deutscher Politiker                                                                                             | 53    |       |
| 22. April | Amédée Pagès                                                 | französischer Romanist, Katalanist und Mediävist                                                                | 86    |       |
| 22. April | Jakob Rosenfeld                                              | österreichischer Arzt                                                                                           | 49    |       |
| 22. April | Ferdinand Schmidt                                            | deutscher Kirchenmusiker                                                                                        | 68    |       |
| 22. April | Christian Veltin                                             | deutscher Politiker (Zentrum), MdR                                                                              | 84    |       |
| 23. April | Edgar Burgess                                                | britischer Ruderer                                                                                              | 60    |       |
| 23. April | Richard Stafford Cripps                                      | britischer Jurist und Politiker (Labour Party), Mitglied des House of Commons                                   | 62    |       |
| 23. April | Wilhelm Paschek                                              | deutscher Politiker (WAV, DP), MdB                                                                              | 54    |       |
| 23. April | Jules Poncelet                                               | belgischer Politiker                                                                                            | 82    |       |
| 23. April | Elisabeth Schumann                                           | deutsch-US-amerikanische Sopranistin                                                                            | 63    |       |
| 23. April | Constantin Terhardt                                          | deutscher Politiker                                                                                             | 65    |       |
| 23. April | Willi Wiesner                                                | deutscher Produktions- und Herstellungsleiter beim Film                                                         | 54    |       |
| 24. April | Karl Faust                                                   | deutscher Botaniker                                                                                             | 77    |       |
| 24. April | Hans Hoffmann                                                | deutscher Jurist und Politiker, MdL                                                                             | 58    |       |
| 24. April | Walter Hofmann                                               | deutscher Bibliothekar                                                                                          | 73    |       |
| 24. April | Jaromír John                                                 | tschechischer Schriftsteller und Journalist                                                                     | 70    |       |
| 24. April | Hendrik Anthony Kramers                                      | niederländischer Physiker                                                                                       | 57    |       |
| 24. April | Karl Adolfowitsch Krug                                       | russischer Elektrotechniker                                                                                     | 78    |       |
| 25. April | Wilhelm Leffers                                              | katholischer Geistlicher                                                                                        | 81    |       |
| 25. April | Johann Schorsch                                              | österreichischer Politiker (SPÖ), Landtagsabgeordneter, Abgeordneter zum Nationalrat, Mitglied des Bundesrates  | 77    |       |
| 26. April | Arthur Bernard Cook                                          | britischer Klassischer Archäologe und Religionswissenschaftler                                                  | 83    |       |
| 26. April | Jan van der Hoeve                                            | niederländischer Augenarzt                                                                                      | 74    |       |
| 26. April | Georg Küsel                                                  | deutscher Schriftsteller                                                                                        | 74    |       |
| 26. April | Lennart Lindgren                                             | schwedischer Leichtathlet                                                                                       | 38    |       |
| 26. April | Joseph Walter Mountin                                        | US-amerikanischer Arzt                                                                                          | 60    |       |
| 26. April | Alfons Stier                                                 | deutscher Komponist, Musikredakteur und Lehrer                                                                  | 74    |       |
| 26. April | Friedrich Ulmer                                              | deutscher Schauspieler und Schriftsteller                                                                       | 75    |       |
| 27. April | Oscar E. Berninghaus                                         | US-amerikanischer Maler                                                                                         | 77    |       |
| 27. April | Robert Carle                                                 | deutscher Maler, Modelleur, Bildhauer und Medailleur                                                            | 60    |       |
| 27. April | Guido Castelnuovo                                            | italienischer Mathematiker                                                                                      | 86    |       |
| 27. April | Adalbert Hertel                                              | deutscher Bildhauer und Kirchenmaler                                                                            | 83    |       |
| 27. April | Julius Konietzko                                             | deutscher Kunsthändler und Sammler                                                                              | 65    |       |
| 27. April | Helmuth von Oertzen                                          | deutscher Militärbeamter und Politiker, Verkehrsminister Thüringen                                              | 63    |       |
| 27. April | Eberhard Freiherr von Scheurl                                | deutscher Jurist                                                                                                | 78    |       |
| 28. April | Clemente Fernández                                           | spanischer römisch-katholischer Geistlicher, Dominikaner und Präfekt der Apostolischen Präfektur Formosa in ... | 72    |       |
| 28. April | Katherine Gilbert                                            | US-amerikanische Philosophin                                                                                    | 65    |       |
| 28. April | Wilhelm Heim                                                 | Schweizer christkatholischer Geistlicher                                                                        | 73    |       |
| 28. April | Erwin Jacobsthal                                             | deutscher Bakteriologe und Serologe                                                                             | 72    |       |
| 28. April | Louise Sophie von Schleswig-Holstein-Sonderburg-Augustenburg | durch Heirat Prinzessin von Preußen                                                                             | 86    |       |
| 29. April | Reid F. Murray                                               | US-amerikanischer Politiker                                                                                     | 64    |       |
| 29. April | Manuel Portela Valladares                                    | Ministerpräsident von Spanien                                                                                   | 85    |       |
| 29. April | Fritz Rörig                                                  | deutscher Historiker                                                                                            | 69    |       |
| 29. April | Fritz Scheufler                                              | deutscher Verwaltungsjurist und Politiker                                                                       | 69    |       |
| 29. April | Paul Wyss                                                    | Schweizer Künstler                                                                                              | 76    |       |
| 30. April | Mildred Cable                                                | englische Missionarin der China-Inland-Mission                                                                  | 74    |       |
| 30. April | Charles Radoux-Rogier                                        | belgischer Komponist und Musikpädagoge                                                                          | 74    |       |
| April     | Max Steineke                                                 | US-amerikanischer Geologe                                                                                       | 54    |       |
| April     | Guillaume Visser                                             | belgischer Ruderer                                                                                              |       |       |

## Mai
| Tag     | Name                                     | Beruf, bekannt als                                                                                    | Alter | Beleg |
| ------- | ---------------------------------------- | --- | ----- | ----- |
| 1. Mai  | Alfred Hübner                            | deutscher Germanist und Philologe                                                                     | 52    |       |
| 1. Mai  | Albert Knoll                             | deutscher Chemiker und Unternehmer                                                                    | 93    |       |
| 1. Mai  | Hans Koch                                | deutscher Arzt und Schriftsteller                                                                     | 71    |       |
| 1. Mai  | Alfred Nichols                           | britischer Langstreckenläufer                                                                         | 61    |       |
| 1. Mai  | Jonas Paulavičius                        | litauischer Zimmermann, Gerechter unter den Völkern                                                   |       |       |
| 1. Mai  | Wladimir Poptomow                        | bulgarischer Politiker                                                                                | 62    |       |
| 2. Mai  | Silvio Broedrich                         | deutschbaltischer Siedlungspolitiker                                                                  | 82    |       |
| 2. Mai  | Lilian Faithfull                         | britische Hochschullehrerin und Frauenrechtlerin                                                      | 87    |       |
| 2. Mai  | Leopold van Itallie                      | niederländischer Pharmakologe und Toxikologe                                                          | 86    |       |
| 2. Mai  | Matrjona Dmitrijewna Nikonowa            | Heilige der Russisch-Orthodoxen Kirche                                                                | 70    |       |
| 2. Mai  | Ilja Alexejewitsch Schatrow              | russischer Militärmusiker, Dirigent und Komponist                                                     |       |       |
| 2. Mai  | Georg Wohlmuth                           | deutscher katholischer Priester, Professor der Philosophie und bayerischer Politiker                  | 87    |       |
| 3. Mai  | Georges Cordey                           | Schweizer Motorradrennfahrer                                                                          |       |       |
| 3. Mai  | Amanua Kpapo                             | Albina und Völkerschau-Darstellerin aus Ghana                                                         | 76    |       |
| 3. Mai  | Georges Passavant                        | Schweizer Bankier und Fotograf                                                                        | 89    |       |
| 3. Mai  | Franz Stimming                           | deutscher Politiker (SPD, USPD)                                                                       | 67    |       |
| 3. Mai  | Louis Wirth                              | US-amerikanischer Soziologe deutsch-jüdischer Abstammung                                              | 54    |       |
| 4. Mai  | Louis Barthas                            | französischer Küfer, Weltkriegsteilnehmer und Autor                                                   | 72    |       |
| 4. Mai  | Juri Alexandrowitsch Bilibin             | russischer Geologe                                                                                    | 50    |       |
| 4. Mai  | Robert Graf                              | österreichischer Kunsthistoriker                                                                      | 73    |       |
| 4. Mai  | Franz Mayr                               | deutscher Jurist, Regierungspräsident, Polizeipräsident und SS-Führer                                 | 61    |       |
| 5. Mai  | Hans Adolf von Arenstorff                | deutscher Generalmajor und Rittergutsbesitzer                                                         | 56    |       |
| 5. Mai  | Toni Lessler                             | deutsche Pädagogin, Schulleiterin und -gründerin                                                      | 77    |       |
| 5. Mai  | Alberto Savinio                          | italienischer Schriftsteller, Maler und Komponist                                                     | 60    |       |
| 5. Mai  | Rudolf Sieczynski                        | österreichischer Komponist von Wienerliedern                                                          | 73    |       |
| 6. Mai  | Paul Bohrisch                            | Drogenwissenschaftler                                                                                 | 81    |       |
| 6. Mai  | Maria Montessori                         | italienische Ärztin, Reformpädagogin, Philosophin und Philanthropin                                   | 81    |       |
| 6. Mai  | Maria-Anna von Nostitz-Rieneck           | österreichische Aristokratin und katholische Philanthropin                                            | 69    |       |
| 6. Mai  | Alexander Ippolitowitsch Schtscherbatski | russischer Botschafter                                                                                | 78    |       |
| 6. Mai  | Elfriede Thum                            | deutsche Malerin und Grafikerin                                                                       | 65    |       |
| 6. Mai  | Karl Wendt                               | deutscher Ingenieur und VDI-Vorsitzender                                                              | 78    |       |
| 7. Mai  | Alfred La Liberté                        | kanadischer Komponist, Pianist und Musikpädagoge                                                      | 70    |       |
| 7. Mai  | Heinrich Schopper                        | österreichischer Architekt                                                                            | 70    |       |
| 7. Mai  | Lothar Wöhler                            | deutscher Chemiker und Hochschullehrer für Chemie                                                     | 81    |       |
| 8. Mai  | Ludwig Bohrmann                          | deutscher Politiker, MdL                                                                              | 57    |       |
| 8. Mai  | Richard Eichberg                         | deutscher Regisseur, Schauspieler und Filmproduzent                                                   | 63    |       |
| 8. Mai  | William Fox                              | US-amerikanischer Filmproduzent (Gründer von 20th Century Fox)                                        | 73    |       |
| 8. Mai  | Georg Hax                                | deutscher Wasserspringer, Wasserballspieler, Kunstturner und Sportfunktionär                          | 81    |       |
| 8. Mai  | Erwin Jekelius                           | österreichischer Psychiater und Aktion T4-Gutachter                                                   | 46    |       |
| 8. Mai  | Patrick Ruttledge                        | irischer Politiker (Sinn Féin und Fianna Fáil)                                                        |       |       |
| 9. Mai  | Kurt Beyer                               | deutscher Ingenieur und Professor                                                                     | 70    |       |
| 9. Mai  | Canada Lee                               | US-amerikanischer Schauspieler und Sportler                                                           | 45    |       |
| 10. Mai | Paul Greifzu                             | deutscher Automobil- und Motorrad-Rennfahrer                                                          | 50    |       |
| 10. Mai | Clark L. Hull                            | US-amerikanischer Psychologe                                                                          | 67    |       |
| 10. Mai | David Kakabadze                          | georgischer Maler, Grafiker, Kunsttheoretiker, Erfinder und Bühnenbildner                             | 62    |       |
| 11. Mai | Alessio Ascalesi                         | italienischer Ordensgeistlicher, Kardinal und Erzbischof von Neapel                                   | 79    |       |
| 11. Mai | Bertel Broman                            | finnischer Segler                                                                                     | 62    |       |
| 11. Mai | Philipp Müller                           | deutscher Arbeiter, der bei einer Demonstration getötet wurde                                         | 21    |       |
| 11. Mai | Amalie Seidel                            | österreichische Politikerin und Frauenrechtlerin, Abgeordnete zum Nationalrat                         | 76    |       |
| 11. Mai | Giovanni Tebaldini                       | italienischer Komponist, Musikwissenschaftler und Organist                                            | 87    |       |
| 12. Mai | August Baldschus                         | deutscher Politiker im Memelland                                                                      | 68    |       |
| 12. Mai | Rudolf Buck                              | deutscher Komponist                                                                                   | 85    |       |
| 12. Mai | Otto Eis                                 | österreichischer Drehbuchautor                                                                        |       |       |
| 12. Mai | Ernst Rosenfeld                          | deutscher Jurist                                                                                      | 82    |       |
| 13. Mai | John Joseph Fitzgerald                   | US-amerikanischer Politiker                                                                           | 80    |       |
| 13. Mai | Albert Wiedemann                         | deutscher Politiker (DVP, DNVP), MdR                                                                  | 71    |       |
| 14. Mai | Adolf Wolf                               | österreichischer Politiker                                                                            | 83    |       |
| 15. Mai | Albert Bassermann                        | deutscher Schauspieler                                                                                | 84    |       |
| 15. Mai | Italo Montemezzi                         | italienischer Komponist                                                                               | 76    |       |
| 15. Mai | Henry Cabourn Pocklington                | britischer Mathematiker und Physiker                                                                  | 82    |       |
| 15. Mai | Egbert Reimsfeld                         | deutscher Ruderer                                                                                     | 62    |       |
| 15. Mai | Niles Spencer                            | US-amerikanischer Maler                                                                               | 58    |       |
| 16. Mai | Robert Burri                             | Schweizer Bakteriologe                                                                                | 84    |       |
| 16. Mai | Frances Benjamin Johnston                | US-amerikanische Fotografin                                                                           | 88    |       |
| 17. Mai | Ellen Brusewitz                          | schwedische Tennisspielerin                                                                           | 73    |       |
| 17. Mai | Julius Diem                              | österreichischer Politiker (CSP), Landtagsabgeordneter zum Vorarlberger Landtag                       | 65    |       |
| 17. Mai | Hermann Lwowski                          | deutscher Ingenieur, Bergbau-Manager                                                                  | 74    |       |
| 17. Mai | Wolodymyr Prawdytsch-Neminskyj           | ukrainischer Physiologe                                                                               | 72    |       |
| 17. Mai | Percy Edward Raymond                     | US-amerikanischer Paläontologe                                                                        | 72    |       |
| 18. Mai | Henry Bérenger                           | französischer Botschafter                                                                             | 85    |       |
| 18. Mai | Rosetter Gleason Cole                    | US-amerikanischer Komponist                                                                           | 86    |       |
| 18. Mai | Hannes Sonck                             | finnischer Leichtathlet                                                                               | 32    |       |
| 19. Mai | Ernst Everts                             | deutscher Sänger                                                                                      | 83    |       |
| 19. Mai | Richard Fellinger                        | deutscher Schriftsteller, Musikwissenschaftler und Dramatiker sowie Jurist                            | 80    |       |
| 19. Mai | Josef Schlichter                         | deutscher Politiker                                                                                   | 72    |       |
| 20. Mai | Jan Bula                                 | tschechischer Priester, Opfer der Schauprozesse                                                       | 31    |       |
| 21. Mai | William Ahlemeyer                        | US-amerikanischer Handballspieler                                                                     | 44    |       |
| 21. Mai | Giuseppe Belluzzo                        | italienischer Ingenieurwissenschaftler und Politiker                                                  | 75    |       |
| 21. Mai | John Garfield                            | US-amerikanischer Schauspieler                                                                        | 39    |       |
| 21. Mai | Josef Prokopp                            | österreichischer Künstler und Ansichtskartenverleger                                                  | 80    |       |
| 22. Mai | Mabel Besant-Scott                       | englische Theosophin, Rosenkreuzerin und Freimaurerin                                                 | 81    |       |
| 22. Mai | Erich Schmidt                            | deutscher Politiker (DNVP), MdR                                                                       | 55    |       |
| 22. Mai | Liva Weel                                | dänische Sängerin und Schauspielerin                                                                  | 54    |       |
| 23. Mai | Rudolf Polland                           | österreichischer Dermatologe und Hochschullehrer                                                      | 75    |       |
| 23. Mai | Georg Schumann                           | deutscher Komponist                                                                                   | 85    |       |
| 24. Mai | Fulton Oursler                           | US-amerikanischer Journalist, Schriftsteller, Zauberer und Bauchredner                                | 59    |       |
| 25. Mai | Engelbert Bayer                          | österreichischer Politiker (CSP), Landtagsabgeordneter                                                | 56    |       |
| 25. Mai | Otto Lindenmeyer                         | deutscher Textilunternehmer                                                                           | 85    |       |
| 25. Mai | Ettore Tolomei                           | italienischer Nationalist und Faschist                                                                | 86    |       |
| 25. Mai | Robert Tüchler                           | österreichischer altkatholischer Bischof                                                              | 78    |       |
| 25. Mai | Ignatz Wiemeler                          | deutscher Buchbinder                                                                                  | 56    |       |
| 26. Mai | Amado Alonso                             | spanischer Romanist und Hispanist, der in Argentinien und in den Vereinigten Staaten lehrte           | 55    |       |
| 26. Mai | Emilie Flöge                             | österreichische Designerin, Modeschöpferin und Unternehmerin, Lebensgefährtin des Malers Gustav Klimt | 77    |       |
| 26. Mai | Eugene Jolas                             | US-amerikanischer Literaturkritiker                                                                   | 57    |       |
| 26. Mai | Richard Rober                            | US-amerikanischer Schauspieler bei Bühne und Film                                                     | 42    |       |
| 26. Mai | Justus Theodor Valentiner                | deutscher Verwaltungsbeamter und Universitätskurator                                                  | 82    |       |
| 27. Mai | Martin Gerhardt                          | deutscher Kirchenhistoriker und Archivar                                                              | 57    |       |
| 27. Mai | Arthur Illies                            | deutscher Maler und Grafiker                                                                          | 82    |       |
| 27. Mai | Eduard Philipp                           | deutscher Lehrer und Autor                                                                            | 68    |       |
| 27. Mai | Frank Lee Woodward                       | englischer Buddhist und Theosoph                                                                      | 81    |       |
| 28. Mai | Albert Fischer                           | deutscher Politiker                                                                                   | 68    |       |
| 28. Mai | Joseph Lauber                            | Schweizer Komponist                                                                                   | 87    |       |
| 28. Mai | Erich Metze                              | deutscher Radsportler                                                                                 | 43    |       |
| 28. Mai | Henrik Werth                             | ungarischer Generaloberst                                                                             | 70    |       |
| 29. Mai | Karl Brönnle                             | deutscher Politiker (KPD), MdL Württemberg                                                            | 73    |       |
| 30. Mai | Josef Fohringer                          | österreichischer Politiker (SDAP), Nationalratsabgeordneter                                           | 69    |       |
| 30. Mai | Rudolf Goebel                            | österreichischer Architekt                                                                            | 80    |       |
| 30. Mai | Hans Kraus                               | deutscher Volkswirt und Politiker (CSU)                                                               | 73    |       |
| 30. Mai | Albert Lasker                            | US-amerikanischer Unternehmer                                                                         | 72    |       |
| 31. Mai | Thomas Cook                              | schottischer Politiker                                                                                | 43    |       |
| 31. Mai | Moritz Hahn                              | Landtagsabgeordneter Volksstaat Hessen                                                                | 96    |       |
| 31. Mai | Sam Hobbs                                | US-amerikanischer Rechtsanwalt, Richter und Politiker                                                 | 64    |       |
| 31. Mai | Manmohandas Soparkar                     | indischer Mediziner und Parasitologe                                                                  | 68    |       |

## Juni
| Tag      | Name                             | Beruf, bekannt als                                                                                      | Alter | Beleg |
| -------- | -------------------------------- | --- | ----- | ----- |
| 1. Juni  | Georg Bock von Wülfingen         | deutscher Generalmajor der Reichswehr                                                                   | 84    |       |
| 1. Juni  | John Dewey                       | US-amerikanischer Philosoph und Pädagoge                                                                | 92    |       |
| 1. Juni  | Malcolm St. Clair                | US-amerikanischer Filmregisseur                                                                         | 55    |       |
| 1. Juni  | Herbert Stewart Leonard          | US-amerikanischer Kunsthistoriker                                                                       | 43    |       |
| 2. Juni  | Erich Diehl                      | deutschbaltischer Klassischer Philologe                                                                 | 62    |       |
| 2. Juni  | Barbara Esser                    | deutsche Handwerkerin und Politikerin (KPD), MdR                                                        | 50    |       |
| 2. Juni  | Ernst Hamann                     | deutscher Heimatdichter                                                                                 | 89    |       |
| 2. Juni  | Arthur Haupt                     | deutscher Politiker, MdBB                                                                               | 62    |       |
| 3. Juni  | Eric Spooner                     | australischer Politiker                                                                                 | 61    |       |
| 3. Juni  | Archibald Weigall                | englischer Politiker, Mitglied des House of Commons, Gouverneur von South Australia                     | 77    |       |
| 4. Juni  | Albert A. Carmichael             | US-amerikanischer Rechtsanwalt, Politiker                                                               | 56    |       |
| 4. Juni  | Carl Maier                       | Schweizer Unternehmer und Politiker (FDP)                                                               | 74    |       |
| 4. Juni  | Wilhelm Stollenwerk              | deutscher Agrikulturchemiker                                                                            | 60    |       |
| 5. Juni  | Carl Noeggerath                  | d25.eutscher Pädiater und Hochschullehrer                                                               | 76    |       |
| 5. Juni  | Alois Zumbühl                    | Schweizer Politiker                                                                                     | 74    |       |
| 6. Juni  | Thomas Cardeza                   | US-amerikanischer Geschäftsmann                                                                         | 77    |       |
| 6. Juni  | Friedrich Fichter                | Schweizer Chemiker                                                                                      | 82    |       |
| 6. Juni  | Richard Grimm-Sachsenberg        | deutscher Maler, Radierer und Kupferstecher                                                             | 79    |       |
| 6. Juni  | Sigurd von Ilsemann              | preußischer Offizier                                                                                    | 68    |       |
| 6. Juni  | Josef Moser                      | österreichischer römisch-katholischer Geistlicher, Abgeordneter zum Bundesrat                           | 82    |       |
| 6. Juni  | Thomas Joseph Walsh              | US-amerikanischer Geistlicher, Erzbischof von Newark                                                    | 78    |       |
| 7. Juni  | Ercole Boero                     | italienischer Wasserspringer                                                                            |       |       |
| 7. Juni  | Otto Juliusburger                | deutscher Psychiater                                                                                    | 84    |       |
| 7. Juni  | Carl Langenscheidt               | deutscher Verlagsbuchhändler                                                                            | 82    |       |
| 7. Juni  | Desmond MacCarthy                | britischer Journalist, Literatur- und Theaterkritiker                                                   | 75    |       |
| 7. Juni  | Titus Türk                       | deutscher Konteradmiral                                                                                 | 84    |       |
| 8. Juni  | Mizzi Griebl                     | österreichische Sängerin und Schauspielerin                                                             | 80    |       |
| 8. Juni  | Johnny McDowell                  | US-amerikanischer Automobilrennfahrer                                                                   | 37    |       |
| 8. Juni  | Bruno von Salomon                | deutscher Journalist, Spanienkämpfer und politischer Aktivist                                           | 52    |       |
| 8. Juni  | Víctor Sanabria Martínez         | zweiter Erzbischof von San José                                                                         | 53    |       |
| 9. Juni  | Alice Austen                     | US-amerikanische Fotografin                                                                             | 86    |       |
| 9. Juni  | Adolf Busch                      | deutscher Geiger und Komponist                                                                          | 60    |       |
| 9. Juni  | Gertrude Macdonald               | britische Porträt- und Landschaftsmalerin                                                               |       |       |
| 9. Juni  | Félix Pérez Cardozo              | paraguayisch-argentinischer Harfenist und Komponist                                                     | 43    |       |
| 10. Juni | Konrad Göppert                   | deutscher Verwaltungsjurist                                                                             | 74    |       |
| 10. Juni | Petar Perunovic                  | Guslar                                                                                                  |       |       |
| 10. Juni | Max Robitzsch                    | deutscher Meteorologe und Polarforscher                                                                 | 65    |       |
| 11. Juni | Rube Ferns                       | US-amerikanischer Boxer                                                                                 | 78    |       |
| 12. Juni | Michael von Faulhaber            | deutscher Geistlicher, Kardinal und Erzbischof von München und Freising                                 | 83    |       |
| 12. Juni | James Irvine                     | britischer Chemiker                                                                                     | 75    |       |
| 13. Juni | Andreas Brecke                   | norwegischer Segler und Olympiasieger                                                                   | 72    |       |
| 13. Juni | Emma Eames                       | US-amerikanische Opernsängerin (Sopran) und Gesangspädagogin                                            | 86    |       |
| 13. Juni | William J. Entwistle             | britischer Romanist, Hispanist, Lusitanist, Slavist und Linguist                                        | 56    |       |
| 13. Juni | Clarence Gamble                  | US-amerikanischer Tennisspieler                                                                         | 70    |       |
| 13. Juni | Arthur Lyon                      | US-amerikanischer Fechter                                                                               | 75    |       |
| 13. Juni | Max Pulver                       | Schweizer Psychologe, Graphologe und Autor                                                              | 62    |       |
| 13. Juni | Karl Wollf                       | deutscher Dramaturg und Schriftsteller                                                                  | 75    |       |
| 14. Juni | Georges Blanvalet                | Berliner Schauspieler, Ballettmeister, Tänzer und Choreograf                                            |       |       |
| 14. Juni | Felix Calonder                   | Schweizer Politiker                                                                                     | 88    |       |
| 14. Juni | John Kirby                       | US-amerikanischer Jazz-Bassist, Band-Leader, Posaunist und Tuba-Spieler                                 | 43    |       |
| 14. Juni | Werner Naumann                   | deutscher Kaufmann und Direktor der Focke-Wulf-Flugzeugwerke in Bremen                                  | 55    |       |
| 14. Juni | Kunibert Ott                     | deutscher römisch-katholischer Geistlicher, Benediktinermönch, Missionar und Märtyrer                   | 39    |       |
| 14. Juni | Karl Ludwig Pfeiffer             | deutscher Bankier und Präsident der Handelskammer Kassel                                                | 77    |       |
| 15. Juni | Wladimir Alexandrowitsch Albizki | sowjetischer Astronom                                                                                   | 60    |       |
| 15. Juni | Doc Berendsohn                   | US-amerikanischer Jazz-Klarinettist und Kornettist des frühen Jazz                                      | 63    |       |
| 15. Juni | Jakob Jud                        | Schweizer Romanist                                                                                      | 70    |       |
| 16. Juni | Theodor Geiger                   | deutsch-dänischer Soziologe                                                                             | 60    |       |
| 16. Juni | Andrew Cowper Lawson             | schottisch-amerikanischer Geologe, Entdecker der San-Andreas-Verwerfung                                 | 90    |       |
| 17. Juni | Pēteris Ātrens                   | lettischer Fußballspieler                                                                               | 46    |       |
| 17. Juni | Ethel Carrick                    | britische Malerin                                                                                       | 80    |       |
| 17. Juni | Heinrich Germer                  | deutscher Politiker (SED)                                                                               | 51    |       |
| 17. Juni | Capel Moreton, 5. Earl of Ducie  | britischer Adeliger und Mitglied des House of Lords                                                     | 77    |       |
| 17. Juni | John Whiteside Parsons           | US-amerikanischer Raketentechniker, Okkultist                                                           | 37    |       |
| 17. Juni | Alberto Williams                 | argentinischer Komponist und Dirigent                                                                   | 89    |       |
| 18. Juni | Efim Bogoljubow                  | ukrainisch-deutscher Schachgroßmeister                                                                  | 63    |       |
| 18. Juni | Pieter van Boven                 | niederländischer Fechter                                                                                | 54    |       |
| 18. Juni | Cameron C. Earl                  | britischer Fahrzeugdesigner und Automobilrennfahrer                                                     |       |       |
| 18. Juni | Heinrich Schlusnus               | deutscher Opern- und Konzertsänger (Bariton)                                                            | 63    |       |
| 18. Juni | Heinrich Specht                  | deutscher Politiker, MdL                                                                                | 67    |       |
| 18. Juni | Kurt Waeger                      | deutscher Offizier, zuletzt General der Artillerie im Zweiten Weltkrieg                                 | 59    |       |
| 19. Juni | Bert Fogg                        | englischer Fußballschiedsrichter                                                                        | 68    |       |
| 19. Juni | Emily Drayton Taylor             | amerikanische Miniaturmalerin                                                                           | 92    |       |
| 20. Juni | Luigi Fagioli                    | italienischer Automobilrennfahrer                                                                       | 54    |       |
| 21. Juni | Karl Wach                        | deutscher Architekt und Hochschullehrer                                                                 | 74    |       |
| 21. Juni | James Wolcott Wadsworth junior   | US-amerikanischer Politiker                                                                             | 74    |       |
| 22. Juni | Eugen Abresch                    | deutscher Unternehmer, Erfinder, Kunstsammler und Politiker                                             | 85    |       |
| 22. Juni | Hugo Iltis                       | US-amerikanischer Botaniker                                                                             | 70    |       |
| 22. Juni | Rudolf Weber                     | deutscher Maler, der dem deutschen Naturlyrismus zugerechnet wird                                       | 75    |       |
| 23. Juni | László Berti                     | ungarischer Fechter                                                                                     | 76    |       |
| 23. Juni | Peter Georg Cohrs                | deutscher Politiker (DP), MdL                                                                           | 58    |       |
| 23. Juni | Arthur Lisowsky                  | deutscher Wirtschaftswissenschaftler und Hochschullehrer                                                |       |       |
| 23. Juni | René Neuville                    | französischer Diplomat und Prähistoriker                                                                | 52    |       |
| 23. Juni | Eduard Renner                    | Urner Arzt und Ethnograph                                                                               |       |       |
| 24. Juni | Botho Henning Elster             | deutscher Offizier, zuletzt Generalmajor im Zweiten Weltkrieg                                           | 58    |       |
| 24. Juni | Waxey Gordon                     | US-amerikanischer Mobster                                                                               | 64    |       |
| 24. Juni | Lodewijk Mortelmans              | belgischer Musiker und Komponist                                                                        | 84    |       |
| 24. Juni | George Pearce                    | australischer Politiker                                                                                 | 82    |       |
| 25. Juni | Svend Gade                       | dänischer Regisseur, Bühnenbildner, Drehbuchautor und Szenenbildner                                     | 75    |       |
| 25. Juni | Luke Jordan                      | US-amerikanischer Blues-Gitarrist und Sänger                                                            | 60    |       |
| 25. Juni | Carl Kraft                       | deutscher Landwirt und Politiker, MdL                                                                   | 77    |       |
| 25. Juni | Ernst Link                       | deutscher Wasserbauingenieur                                                                            | 79    |       |
| 25. Juni | Eleanor Addison Phillips         | englisch-britische Schulleiterin und Gründerin des ersten britischen Soroptimist-Clubs                  | 77    |       |
| 26. Juni | Theodor Becker                   | deutscher Schauspieler                                                                                  | 72    |       |
| 26. Juni | Günter Grell                     | deutscher Journalist und Politiker (NDPD)                                                               | 25    |       |
| 26. Juni | Moritz Herrgesell                | österreichischer Möbeldesigner und Innenarchitekt                                                       | 68    |       |
| 26. Juni | Archibald Sharp                  | britischer Schwimmer                                                                                    | 62    |       |
| 26. Juni | Heinrich Tiedemann               | deutscher Pädagoge und Historiker                                                                       | 74    |       |
| 27. Juni | Max Dehn                         | deutscher Mathematiker                                                                                  | 73    |       |
| 27. Juni | Christian Eckert                 | deutscher Wirtschaftswissenschaftler und Universitätsprofessor                                          | 78    |       |
| 27. Juni | Elmo Lincoln                     | US-amerikanischer Schauspieler                                                                          | 63    |       |
| 27. Juni | Leopold Schaschko                | österreichischer Politiker, Landtagsabgeordneter                                                        | 71    |       |
| 27. Juni | Mykola Straschesko               | ukrainischer Wissenschaftler, Arzt und Kardiologe                                                       | 75    |       |
| 28. Juni | Rudolf Maria Hynek               | tschechischer Arzt und Autor                                                                            | 69    |       |
| 28. Juni | Edmond Labitte                   | französischer Turner                                                                                    | 64    |       |
| 28. Juni | Robert N. McGarvey               | US-amerikanischer Politiker                                                                             | 63    |       |
| 28. Juni | Jean Moreau                      | deutscher Kabarettist, Chansonnier und Schauspieler                                                     | 74    |       |
| 28. Juni | Karl Peissner                    | deutscher Musikdirektor und Komponist                                                                   | 61    |       |
| 28. Juni | Ludwig Radermacher               | österreichischer klassischer Philologe                                                                  | 84    |       |
| 28. Juni | Arnulf Schleicher                | deutscher römisch-katholischer Geistlicher, Benediktinermönch, Missionar und Märtyrer                   | 45    |       |
| 28. Juni | Carl Dietrich von Trotha         | deutscher Jurist, Ökonom und Widerstandskämpfer                                                         | 45    |       |
| 28. Juni | Alfred M. Waldron                | US-amerikanischer Politiker                                                                             | 86    |       |
| 28. Juni | Walter Welford                   | US-amerikanischer Politiker                                                                             | 84    |       |
| 29. Juni | Alfred Braunschweiger            | deutscher Wasserspringer                                                                                | 66    |       |
| 29. Juni | Herbert Monden                   | deutscher Metallurge, Stahlwerksmanager und Montanindustriefunktionär                                   | 64    |       |
| 29. Juni | Nathan David Perlman             | US-amerikanischer Jurist und Politiker                                                                  | 64    |       |
| 29. Juni | Olaf Saile                       | deutscher Schriftsteller                                                                                | 50    |       |
| 30. Juni | Eugenio De Liguoro               | italienischer Schauspieler und Filmregisseur                                                            | 57    |       |
| 30. Juni | Mauno Pekkala                    | finnischer Politiker, Mitglied des Reichstags und Ministerpräsident                                     | 62    |       |
| Juni     | Walter Gottschalk                | deutscher Politiker (NSDAP), MdR                                                                        | 58    |       |
| Juni     | Karekin I.                       | armenischer Geistlicher, Katholikos des Großen Hauses von Kilikien der Armenischen Apostolischen Kirche | 84    |       |
| Juni     | Charles Montier                  | französischer Automobilrennfahrer und Konstrukteur                                                      |       |       |
| Juni     | Max Zschoke                      | deutscher Gewerkschaftsfunktionär und sozialdemokratischer Stadtrat von Wilsdruff                       | 79    |       |